# Roger Jacobs
Roger Jacobs (* 10. Mai 1923 in Garnich; † 21. April 1997 in Ettelbrück) war ein Radrennfahrer aus Luxemburg und nationaler Meister im Radsport.

## Sportliche Laufbahn
Jacobs (alternativ häufig auch Jakobs)  begann 1939 mit dem Radsport, als er Mitglied des Vereins UC Dippach wurde. Sein erster Start erfolgte bei den Landesmeisterschaften der Klasse Cadets 1940, wobei er den fünften Rang belegte. Während der Zeit der deutschen Besatzung erzielte er 1943 bei einem Rennen der Amateure in Ettelbrück seinen ersten Sieg. Nach dem Ende des Zweiten Weltkrieges wandte er sich auch den Querfeldeinrennen zu und wurde 1946 Zweiter der nationalen Meisterschaft. Ein Schulterbruch zwang ihn zu einer längeren Unterbrechung seiner Laufbahn. 1949 kehrte er zum aktiven Sport zurück und gewann im Februar die Landesmeisterschaft im Querfeldeinrennen. Den Titel konnte er in den beiden folgenden Jahren verteidigen. 1951 nahm er auch an der UCI-Weltmeisterschaft im Querfeldeinrennen, die in Luxemburg stattfand, teil und wurde Achter. 1950 gewann er die nationale Meisterschaft im Straßenrennen in der Klasse der Unabhängigen. 1950 wurde er Berufsfahrer im französischen Team Helyett-Hutchinson, beendete aber schon Anfang 1952 seine Laufbahn.

## Berufliches
Roger Jacobs arbeitete nach Beendigung seiner Laufbahn zunächst als Vertreter, später arbeitete er als Mechaniker in einem Fahrradgeschäft in Mersch.

## Familiäres
Roger ist der älteste von drei Brüdern. Edmond Jacobs und Raymond Jacobs waren ebenfalls als Radrennfahrer aktiv. Seine Schwester Elsy Jacobs war 1958 Weltmeisterin im Straßenrennen der Frauen.